# Луїза Песяк
Луїза Песяк (словен. Luiza Pesjak; 12 червня 1828, Любляна, Крайна — 1 березня 1898, Любляна, Крайна) — словенська письменниця, поетеса і перекладач.

## Біографія
Луїза Песяк народилася 12 червня 1828 року в Любляні в родині адвоката.
Навчалася в приватному закладі Fröhlichov, де на додаток до традиційних предметів дівчаток Луїза отримала знання з романських мов і літератури. 1844 рік став початком її занять поезією. Луїза Песяк писала словенською і німецькою мовами. Великий вплив на творчість Луїзи мав Фран Левстік — словенський письменник, поет, драматург, журналіст, філолог, громадський діяч..
Після смерті батька в 1848 році Луїза вийшла заміж за багатого купця і підприємця Симона Песяк (словен. Simon Pesjak). У подружжя народилося п'ятеро дочок. У сім'ї вони говорили німецькою і французькою мовами.
Померла письменниця 1 березня 1898 року в Любляні. Прижиттєвий портрет письменниці створив словенський художник Михайло Строй, пізніше виданий на поштовій марці Югославії.

## Літературна діяльність
Творчістю Луїза Песяк зайнялася в 1940 році. Писала вона німецькою мовою. Її «Poetische Versuche» датується 1843—1844 роками. Добре володіла письменниця також англійською мовою. Після 1860 року Луїза Песяк стала членом словенського національного руху і почала писати патріотичні твори. Перший з них з назвою Kar ljubim було написано в 1864 році і опубліковано в Bleiweisovih novicah. Писала книги для дітей. З її творів цих років можна відзначити Očetova ljubezen (Novice, 1864), Dragotin (Slovenski glasnik, 1864), Beatin dnevnik (1887), Rahela (Letopis Matice slovenske, 1870). Луїзу Песяк створила романтичні і любовні романи.

### Поеми
- Kar ljubim (1864)
- Vijolice (1885)

### Проза
- Očetova ljubezen (Novice, 1864)
- Dragotin (SG, 1864)
- Rahela (LMS, 1870)
- Beatin dnevnik (1887)

### Драматургія
- Svitoslav zajček (1865)
- Slovenija Vodniku (1866)
- Na Koprivniku (1872)

### Оперні лібрето
- Gorenjski slavček (1872)

### Автобіографія
- Iz mojega detinstva (LZ,1886)